# Antennablennius bifilum
Antennablennius bifilum és una espècie de peix de la família dels blènnids i de l'ordre dels perciformes.

## Morfologia
- Els mascles poden assolir 7,5 cm de longitud total.[1]

## Reproducció
És ovípar.

## Hàbitat
És un peix marí de clima tropical que viu entre 18-37 m de fondària.

## Distribució geogràfica
Es troba des del Golf Pèrsic fins a Port Alfred (Sud-àfrica).